# 샘터분식
"샘터분식"(Shared Streets)은 한국에서 제작된 태준식 감독의 2008년 다큐멘터리 영화이다. 최영임 등이 주연으로 출연하였다.

## 출연

### 주연
- 최영임
- 안성민
- 제리케이

## 기타
- 조감독: 손경화
- 광고디자인: 박현규
- 일러스트: 박현지
- 사운드믹싱: 표용수
- 카피: 정동욱
- 포스터사진: 김설우
- 예고편: 김형남
- 번역: 변정필